# 寿昌
寿昌（1095年—1101年正月）是辽朝君主辽道宗耶律洪基的第五個年號，也是最后一個年號，共計近七年。
据邱靖嘉考证，《辽史》将“寿昌”改作“寿隆”係沿袭金代史料。金世宗嫡母钦慈皇后蒲察氏名寿昌，金代为避讳，将寿昌改称为寿隆、盛昌。

## 改元
- 大安十年——十二月十八日，有詔明年改元壽昌。[4]
- 壽昌七年——正月十三日，遼道宗去世，耶律延禧即位。二月一日，改元乾統。[5][6]

## 纪年對照表
| 寿昌 | 元年   | 二年   | 三年   | 四年   | 五年   | 六年   | 七年   |
| ---- | ------ | ------ | ------ | ------ | ------ | ------ | ------ |
| 公元 | 1095年 | 1096年 | 1097年 | 1098年 | 1099年 | 1100年 | 1101年 |
| 干支 | 乙亥   | 丙子   | 丁丑   | 戊寅   | 己卯   | 庚辰   | 辛巳   |

## 大事表
- 寿昌三年——女真族完颜部建立“阿勒锦”村，是哈尔滨的前身。

## 同期存在的其他政权年号
- 中國
  - 紹聖（1094年－1098年）：北宋—宋哲宗趙煦之年號
  - 元符（1098年－1100年）：北宋—宋哲宗趙煦、宋徽宗趙佶之年號
  - 建中靖國（1101年）：北宋—宋徽宗趙佶之年號
  - 天祐民安（1090年－1097年）：西夏—夏崇宗李乾順之年號
  - 永安（1098年－1100年）：西夏—夏崇宗李乾順之年號
  - 貞觀（1101年－1113年）：西夏—夏崇宗李乾順之年號
  - 上治（1095年）：大中—高升泰之年號
  - 天授（1096年）：大理—段正淳之年號
  - 明开（1097年－1102年）：大理—段正淳之年號
- 越南
  - 會豐（1092年－1100年）：李朝—李乾德之年號
  - 龍符元化（1101年－1109年）：李朝—李乾德之年號
- 日本
  - 寬治（1087年－1095年）：堀河天皇之年号
  - 嘉保（1095年－1097年）：堀河天皇之年号
  - 永長（1097年－1097年）：堀河天皇之年号
  - 承德（1097年－1099年）：堀河天皇之年号
  - 康和（1099年－1104年）：堀河天皇之年号

## 参見
- 中國年號索引

## 脚注
1. ↑  张棣《正隆事迹》：父宗辅为懿宗，裒以父名辅，非帝王称，改名曰宗尧，母寿昌为钦慈皇太后。[2]
2. ↑  此为改字法，在金代碑刻里，另有缺笔、省称和倒置三种避讳方法，分别是将“昌”字缺末笔、将“寿昌”省称为“昌”和将“寿昌”倒置为“昌寿”。[3]

## 深入閱讀
- 李崇智. . 北京: 中華書局. 2004年12月. ISBN 7101025129.
- 鄧洪波. . 臺北: 國立臺灣大學東亞經典與文化研究計劃. 2005年3月  [2021-11-27]. ISBN 9789860005189. （原始内容 (pdf)存档于2007-08-25）.
- 邱靖嘉.  (中华文史论丛2014年第4期). 上海: 上海古籍出版社. 2014年  [2023-12-13]. ISSN 10020039. （原始内容存档于2023-12-13）.

| 前一年號： 大安 | 辽朝年号 | 下一年號： 乾统 |